# Brucknerallee 214 (Mönchengladbach)

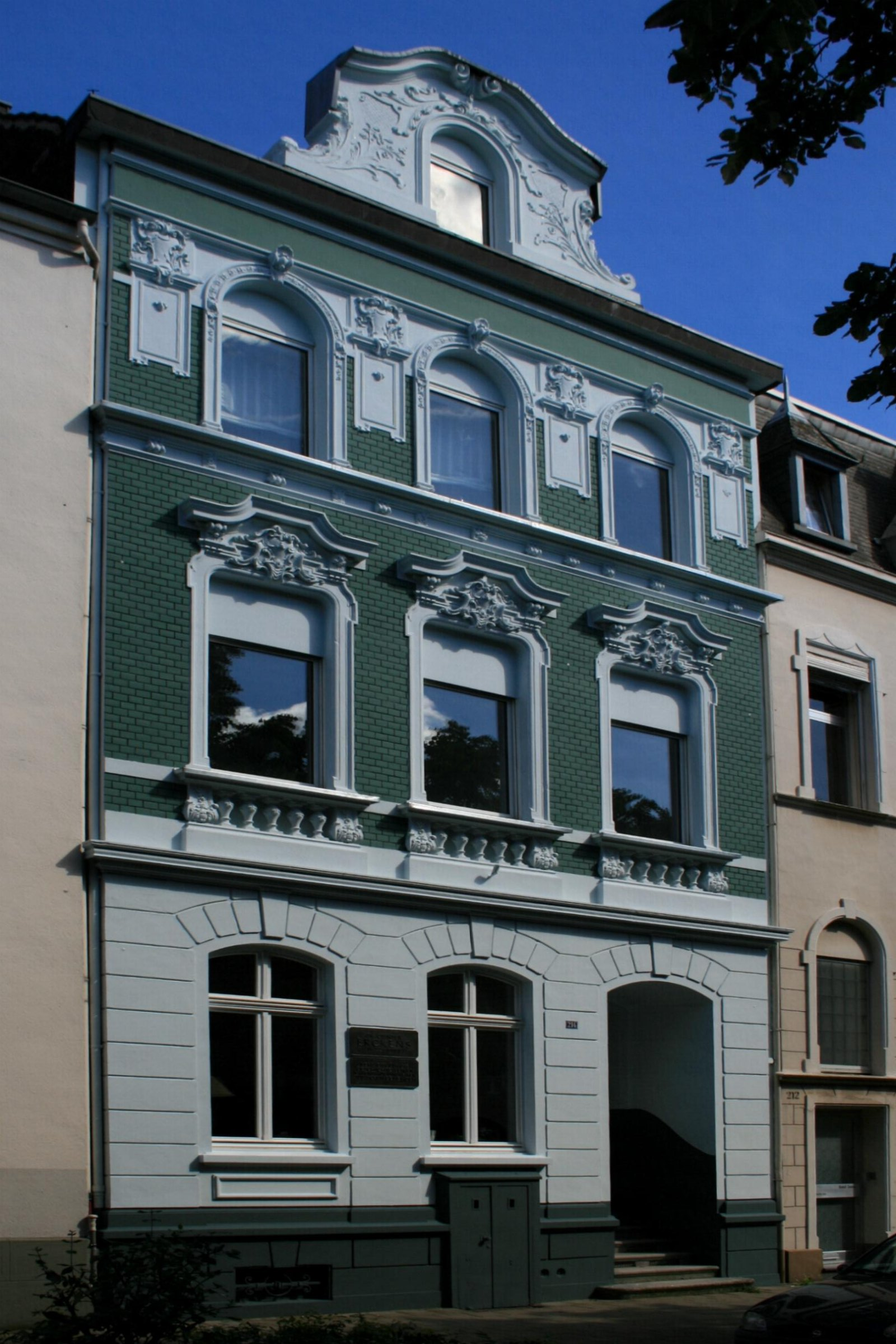
Wohnhaus (2010)

Das Wohnhaus Brucknerallee 214 steht im Stadtteil Grenzlandstadion in Mönchengladbach (Nordrhein-Westfalen).
Das Gebäude wurde 1901/02 erbaut. Es ist unter Nr. B 106 am 2. März 1989 in die Denkmalliste der Stadt Mönchengladbach eingetragen worden.

## Architektur
Das Haus Nr. 214 wurde 1901/1902 als traufenständiges, dreigeschossiges Dreifensterhaus errichtet. Die durch kräftige Gesimse horizontal gegliederte Fassade zeigt für das Kellergeschoss und das erste Stockwerk eine mit Putzwerk imitierte Quaderung. Über dem Dachgesims erhebt sich mittig ein Ziergiebel vor einer Gaube.